# Leszek Wiśniowski
Leszek Wiśniowski, także Wiśniewski, Wiszniewski (ur. 1831 w Samborze, zm. 27 listopada 1863 we Włodzimierzu) – dowódca oddziału powstania styczniowego.

## Życiorys
Urodził się w 1831 w Samborze w rodzinie szlacheckiej Wiśniowskich herbu Prus. Jego ojciec Władysław był oficerem wojsk austriackich. W 1849  walczył na Węgrzech. Był oficerem legionu polskiego, adiutantem generała Józefa Bema. Za udział w powstaniu węgierskim, oddany do kompanii karnej w fortecy Komornie. Zbiegł stamtąd do Francji, gdzie poświęcił się naukom inżynierskim, i potem jako dyplomowany inżynier pracował przy budowie kolei żelaznej w Polsce Kongresowej do 1861. Z powodu udziału w manifestacji w 1861 uwięziony a potem wywieziony za granicę. Z Wrocławia udał się do Wiednia, gdzie przeciwstawił się ministrowi wojny. Pod wpływem rodaków uzyskał ułaskawienie. We Lwowie oddał się powołaniu nauczycielskiemu i dziennikarstwu.
 Leszek Wiśniowski był żonaty z Heleną z Mitranowskich herbu Prus. Z tego związku syn, Leszek Stanisław, urodzony 14 grudnia 1858 w Warszawie.
W 1863, gdy wybuchło powstanie styczniowe, zorganizował oddział ochotników, na którego czele wkroczył na Wołyń, gdzie w okolicy miasteczka Świniuch (dziś rejon krzemieniecki), otoczony przez przeważające siły moskiewskie, po krótkiej walce, rozbity, przeszedł w Lubelskie pod dowództwo Jana Żalplachty, lecz opuścił jego oddziały w krytycznym momencie bitwy pod Tuczapami w Lubelskiem 18/19 maja 1863 i wycofał się za Bug. 
W lipcu, gdy zjawił się na Wołyniu został rozgromiony pod Korytnicami (lub Korytnicą 28 lipca) i został ranny. W pobliżu granicy został ujęty w młynie przez naprowadzonych objeżdczyków i odstawiony do Włodzimierza. Wyrokiem moskiewskiego sądu wojennego we Włodzimierzu skazany na śmierć i rozstrzelany 27 listopada 1863.